# Кос Михайло (інженер)
Кос Михайло (1904, Коломия, нині Івано-Франкіської області — 15 серпня 1956, Ітака, Нью-Йорк, США) — інженер-механік. З 1948 в Канаді і США. Автор низки винаходів і патентів, між іншими 2-тактового двигуна внутрішнього згоряння «Кос-мотор». Рідний брат українського композитора Анатолія Кос-Анатольського.

## Біографія
Народився в родині відомого галицького лікаря Йосифа Коса. Навчався у Вищій технічній школі в Гданську, а після того у Львівській політехніці.
Передчасна смерть батька поклала на нього обов'язок опікуватися двома молодшими братами, Романом (пізніше інженер-лісник, жив у Чикаго) та Анатолем (пізніше адвокат та композитор, жив у Львові).
В 1932 році завершив навчання у Львівській політехніці та отримав диплом інженера-механіка. Того ж року одружився з Вірою Яцкевич.
Свою професійну кар'єру почав як вчитель у технічній школі в Домброві Гурничій (пол. Dąbrowa Górnicza) на Шленську (Силезія), звідки переходить на становище інженера-конструктора до фірми Лільпоп-Рав-Левенштайн (Lilpop, Rau i Loewenstein) до Варшави.
З початком Другої світової війни перейшов до фірми Охснер до Бєльська на посаду начального інженера. Пізніше працював перекладачем у таборі УНРРА в Інгольштадті, а потім секретарем ЗУАДК в Мюнхені — та керівником його відділу комітету в Штутгарті.
В 1948 році переїхав до Канади, де працював інженером у фірмі Маль у Гвельфі, звідки переїхав до відділення тієї фірми в Торонто.
В 1954 році Михайло Кос переїхав до Ітаки в американську фірму Борґ енд Ворнер (англ. Borg-Warner Corporation) на посаду інженера-дослідника. Його завданням було дослідження можливостей застосування газової турбіни в автомобілях.
Інженер Михайло Кос мав низку патентів та наукових статей, що друкувалися у різних канадських та американських журналах.